# Kasachische Autonome Sozialistische Sowjetrepublik
Die Kasachische Autonome Sozialistische Sowjetrepublik (kurz Kasachische ASSR, auch Kasakische ASSR genannt) war eine Autonome Sozialistische Sowjetrepublik innerhalb der Russischen SFSR, die von 1925 bis 1936 bestand.

## Geschichte
Die Kasachische ASSR wurde ursprünglich unter dem Namen Kirgisische Autonome Sozialistische Sowjetrepublik am 26. August 1920 als Teil der Russischen SFSR gegründet. Die Bezeichnung ist darauf zurückzuführen, dass Kasachen im vorrevolutionären Russland üblicherweise als Kirgisen (russisch киргизы, Kirgisy) oder Kirgis-Kaisaki (киргиз-кайсаки) bezeichnet wurden.
Am 15. Juni 1925 erfolgte durch den 5. Allkirgisischen Sowjetkongress (Пятый Всекиргизский съезд Советов), in Anlehnung an die Eigenbezeichnung der Kasachen, die Umbenennung der Republik in Kasachische Autonome Sozialistische Sowjetrepublik. Verwaltungszentrum wurde Ksyl-Orda. Internationales Aufsehen erregte damals die kurzlebige Uhlfeldkolonie österreichischer Siedler. Im Mai 1929 wurde Alma-Ata zum neuen Verwaltungszentrum der Autonomen Republik.
Zwischen 1930 und 1933 kam es zur Hungersnot in Kasachstan von 1930–33, einem Teil der größeren Hungersnot in der Sowjetunion in den 1930er-Jahren. Schätzungen für die Todeszahlen reichen von 1,2 Millionen bis 1,5 Millionen. Im Zuge der Hungersnot kam es zu massiven Emigrationswellen und zu einer drastischen Verkleinerung insbesondere der ethnisch kasachischen Bevölkerung der KASSR. Mehr als eine Million Kasachen verließen die KASSR und zogen in andere Teile der Sowjetunion, und weitere 200.000 verließen die UdSSR komplett (meistens nach Xinjiang, Republik China). Vor der Hungersnot waren 57,1 % der Bevölkerung ethnisch kasachisch gewesen, danach waren es nur noch 38 %.
Mit der Annahme der Sowjetischen Verfassung von 1936 am 5. Dezember 1936 wurde die Kasachische ASSR als Kasachische Sozialistische Sowjetrepublik eine eigenständige Unionsrepublik.

## Verwaltungsgliederung
Die Kasachische ASSR bestand bis zum Jahr 1928 aus den Gouvernementen Akmolinsk, Aktjubinsk, Orenburg, Schetissu, Semipalatinsk, Syrdarja und Uralsk. Im August 1928 wurden die Gouvernemente aufgelöst und die Republik in 13 Okruge und Rajone unterteilt. 1932 erfolgte eine weitere Verwaltungsreform in der die Gebiete in sechs Oblasty aufgeteilt wurden. Im Januar 1935 wurde zudem der Okrug Karakalinsk Bestandteil der ASSR.
Die folgende Tabelle listet die Verwaltungseinheiten der Kasachische ASSR zum 31. Januar 1935.
| Oblast                | Russischer Name            | Administratives Zentrum |
| --------------------- | -------------------------- | ----------------------- |
| Oblast Alma-Ata       | Алма-Атинская область      | Alma-Ata                |
| Oblast Aktjubinsk     | Актюбинская область        | Aktjubinsk              |
| Oblast Karaganda      | Карагандинская область     | Petropawlowsk           |
| Oblast Ostkasachstan  | Восточно-Казакская область | Semipalatinsk           |
| Oblast Südkasachstan  | Южно-Казакская область     | Tschimkent              |
| Oblast Westkasachstan | Западно-Казакская область  | Uralsk                  |
| Okrug Karkaralinsk    | Каркаралинский округ       | Karkaralinsk            |